# Abisso Kinder Brioschi
L'Abisso Kinder Brioschi è una delle più profonde cavità carsiche del massiccio delle Grigne, situata nel comune di Pasturo, in provincia di Lecco, Lombardia. L’ingresso della grotta si apre a 2.150 metri di altitudine, in prossimità della Cresta di Piancaformia, sul versante settentrionale del Grignone, ed è accessibile solo tramite un percorso alpinistico di elevata difficoltà .
L'abisso è caratterizzato da una complessa morfologia interna, con una sequenza di pozzi verticali, meandri e sale di crollo che conducono fino alla profondità di 880 metri, rendendolo uno dei sistemi speleologici più profondi dell'Italia settentrionale. Il suo sviluppo planimetrico supera i 2.300 metri, e numerose diramazioni rimangono ancora in fase di esplorazione. 

## Storia esplorativa
La grotta è stata scoperta nei primi anni 2000 da un gruppo di speleologi lombardi, i quali hanno iniziato un’intensa attività esplorativa. Il primo ingresso è stato individuato nel 2001, e le prime esplorazioni hanno permesso di superare i primi 200 metri di profondità attraverso una successione di pozzi verticali. Nel corso degli anni successivi, gli speleologi hanno documentato una complessa sequenza di ambienti, tra cui:
- Il "Gran Salto del Lontra" (P50)
- Il "Nuove Camme" (P128), uno dei pozzi più profondi dell’intero sistema
- Il "Pozzo Baby Sniffy" (P88)

Nel 2005, una nuova spedizione ha permesso di raggiungere il fondo della grotta a 880 metri di profondità. Tuttavia, molte aree secondarie rimangono ancora poco esplorate e l'ipotesi di un collegamento con altri sistemi carsici limitrofi è ancora in fase di studio. 

## Geologia e morfologia
L'abisso si sviluppa in rocce calcaree del Giurassico, formatesi circa 200 milioni di anni fa in ambiente marino. Il sistema è fortemente influenzato dai processi carsici che hanno modellato le pareti delle Grigne, creando una rete di gallerie, fessure e doline. L'erosione e la dissoluzione del calcare da parte delle acque meteoriche hanno dato origine a numerosi pozzi verticali, alcuni dei quali caratterizzati dalla presenza di concrezioni calcaree e colate stalagmitiche. 

## Collegamenti con altre cavità
L'Abisso Kinder Brioschi è parte di un più vasto sistema carsico situato nelle Grigne. Le esplorazioni hanno rivelato possibili connessioni con l'Abisso Pingu e altre cavità situate nelle vicinanze. In particolare, una sequenza di gallerie in forte pendenza suggerisce un collegamento con il secondo pozzo del Kinder Brioschi. Tuttavia, il passaggio tra le due grotte è ancora ostruito da una frana che rende necessarie future esplorazioni per confermare l'ipotesi di continuità tra i due sistemi. 

## Difficoltà esplorative
L'esplorazione dell'abisso è estremamente complessa a causa della sua morfologia. I principali ostacoli incontrati dagli speleologi includono:
- Elevata verticalità: la maggior parte della grotta è costituita da pozzi verticali di grande profondità, che richiedono tecniche avanzate di progressione su corda.
- Condizioni climatiche interne: le temperature all'interno della grotta rimangono costantemente intorno ai 4-5°C, con alti livelli di umidità che aumentano il rischio di ipotermia per gli esploratori.